# کرنزتاون (ویرجینیا)
کرنزتاون (به انگلیسی: Kernstown) یک منطقهٔ مسکونی در ایالات متحده آمریکا است که در وینچستر، ویرجینیا واقع شده‌است.